# Nationalpark Ñacunday
Der Nationalpark Ñacunday, span. Parque nacional Ñacunday, ist ein Nationalpark in Paraguay. Dieser liegt im Departamento Alto Paraná. Der Park wurde durch das Dekret N° N° 30.953
geschaffen und am 14. Februar 1973 als Nationalpark ausgewiesen. Der Begriff Ñacunday bedeutet in Guaraní Wasser der Weißbauch-Nachtschwalbe. Die Stadt Ñacunday ist von Asuncion ca. 380 km entfernt.

## Schutzziel
Nach dem Gesetz 352/94 verfolgen diese Schutzgebiete das Ziel der Erhaltung, den Schutz und die Verbesserung der Umwelt sowie deren natürlichen Ressourcen. Durch den Park fließt der Río Ñacunday, der im Departamento Caazapá seine Quelle hat.

## Flora und Fauna
Im Jahr 2021 feierte der Park sein 28-jähriges Bestehen. Die Flora und Fauna ist typischer Mata Atlântica.

### Flora
Im Park findet man Pflanzen wie das Akanthusgewächs Justicia brasiliana, die Wassernabelart Hydrocotyle leucocephala, die Keulenlilie Cordyline dracaenoides, Epiphyllum phyllanthus, das Adlerfarngewächs Dennstaedtia globulifera, das Mimosengewächs Albizia niopoides, die Schmetterlingsblütlerart Holocalyx balansae,  das Malvengewächs Bastardiopsis densiflora, die Feigenart Ficus enormis, Miltonia flavescens, Balfourodendron riedelianum und viele weitere Arten.

### Säugetiere
Im Park vorkommende Säugetiere umfassen das Neunbinden- und Sechsbinden-Gürteltier, das Gemeine Weißohropossum, den Maikong, den Krabbenwaschbär, den Jaguarundi, den Flachlandtapir, den Graumazama, den Tapeti, das Capybara und das Azara-Aguti.

### Vögel
Zu den Vogelarten im Park gehören beispielsweise der als potentiell gefährdet eingestufte Zimttinamu, der Silberreiher, der Schwebeweih, der Bronzekiebitz, die potentiell gefährdete Ohrflecktaube und Blaustirnamazone, der Goldbauch-Smaragdkolibri, der Weißspecht und der Graslandtyrann.

### Reptilien und Amphibien
Unter den Reptilien und im Park finden sich die Korallenotter Micrurus corallinus, die Jararaca-Lanzenotter und der Goldteju sowie unter den Amphibien Bufo paranecmis, Hyla bivittata, der Nasen-Knickzehenlaubfrosch, Leptodactylus ocellatus  und Elachitocleis bicolor.